# Dziurawiec zwyczajny

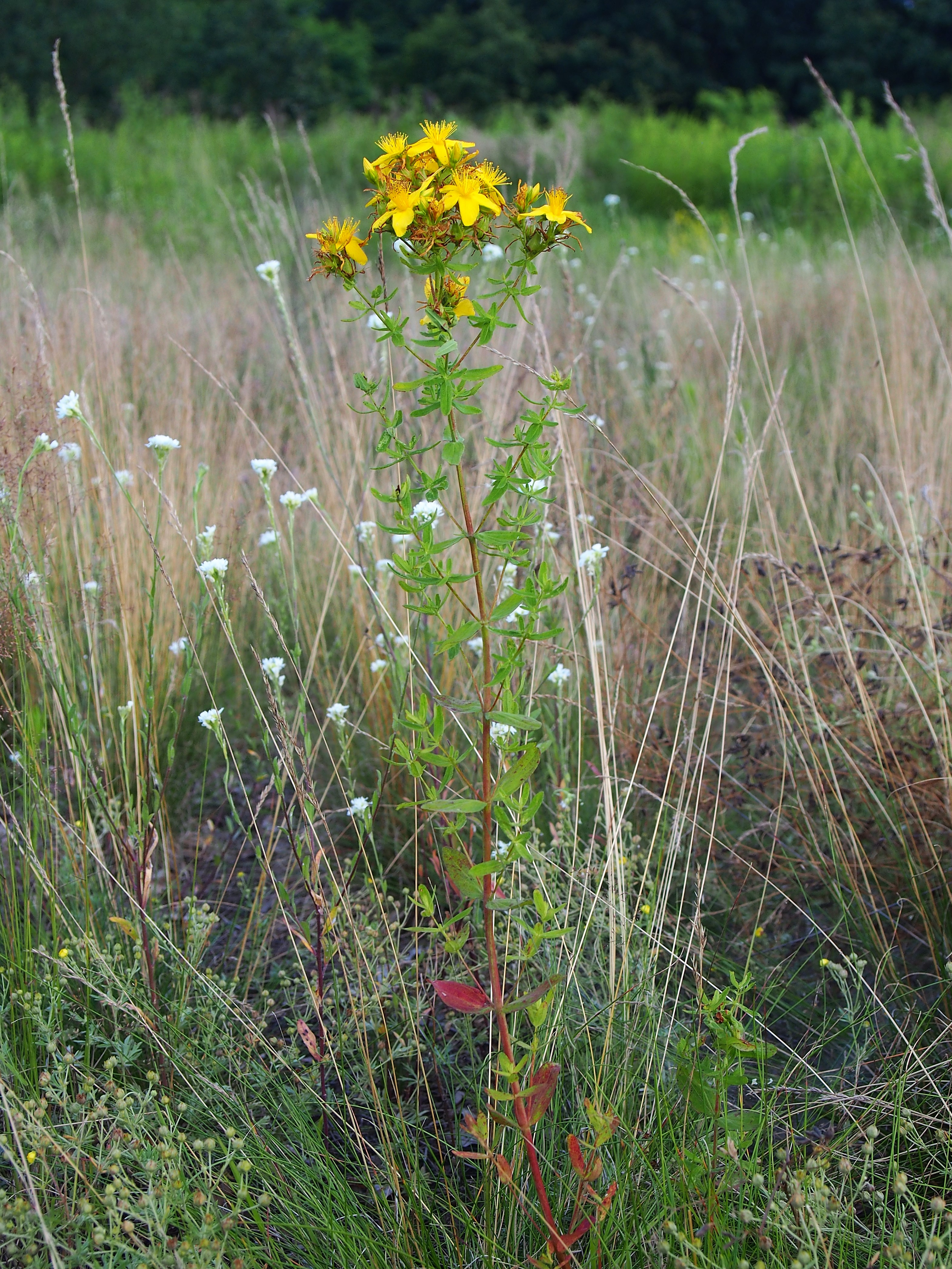
Pokrój

Dziurawiec zwyczajny (Hypericum perforatum L.) – gatunek rośliny należący do rodziny dziurawcowatych. Występuje naturalnie w Europie (w tym pospolicie w Polsce), zachodniej Azji, północnej Afryce. Zawleczony został do Ameryki Północnej i Południowej, południowej Afryki, Australii i Nowej Zelandii, Japonii. Znajduje zastosowanie w medycynie oraz jako roślina ozdobna.

## Morfologia
PokrójOsiąga wysokość 30-80 (a nawet 100) cm. Z rozrośniętego kłącza wyrastają pędy kwiatonośne i płonne.
ŁodygaProsto wzniesiona, rozgałęziona w górnej części, u dołu drewniejąca. Naga, pełna, z nielicznymi gruczołkami w szczytowej części i czerwonawo nabiegła. Ma dwie podłużne, wystające listwy.
LiścieUłożone naprzeciwlegle, siedzące, nagie, eliptyczne do równowąskich, długości ok. 3 cm. Blaszka liściowa prześwitująco kropkowana, z gruczołkami na brzegu. W prześwitujących kropkach znajdują się zbiorniki olejków eterycznych.
KwiatySzypułkowe, średnicy do 3 cm, liczne, zebrane w gęste baldachogrono, osadzone w kątach naprzeciwległych przysadek. Działki kielicha są lancetowate, ogruczolone. Korona pięciopłatkowa, żółta, płatki czarno kropkowane, pręciki liczne.
OwocWielonasienna torebka pokryta gruczołkami. Nasiona czarne, drobno kropkowane.

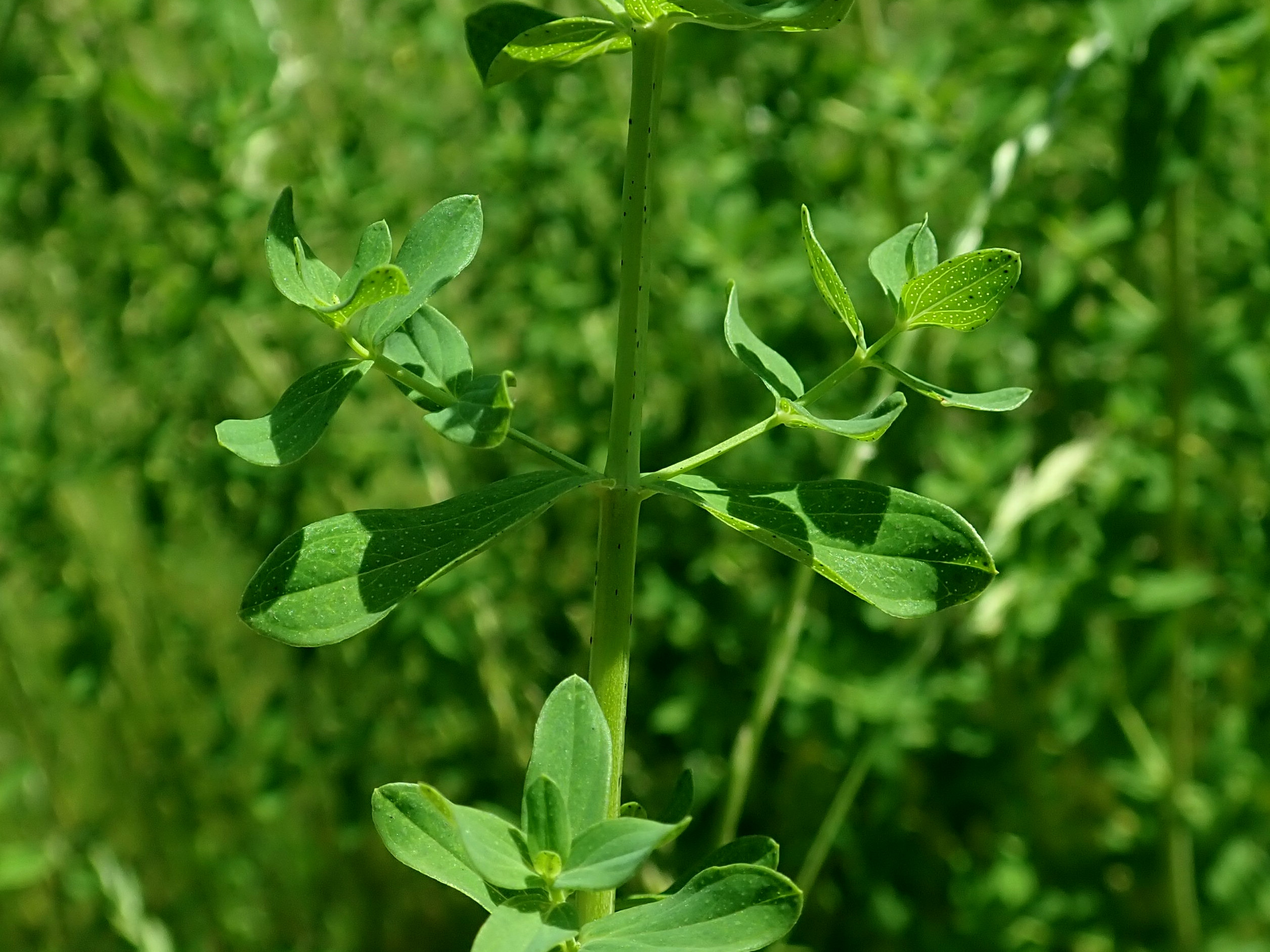
Łodyga i liście
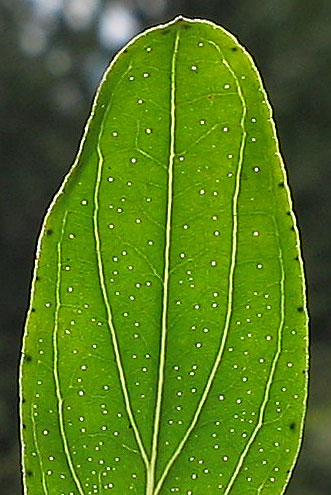
Liść
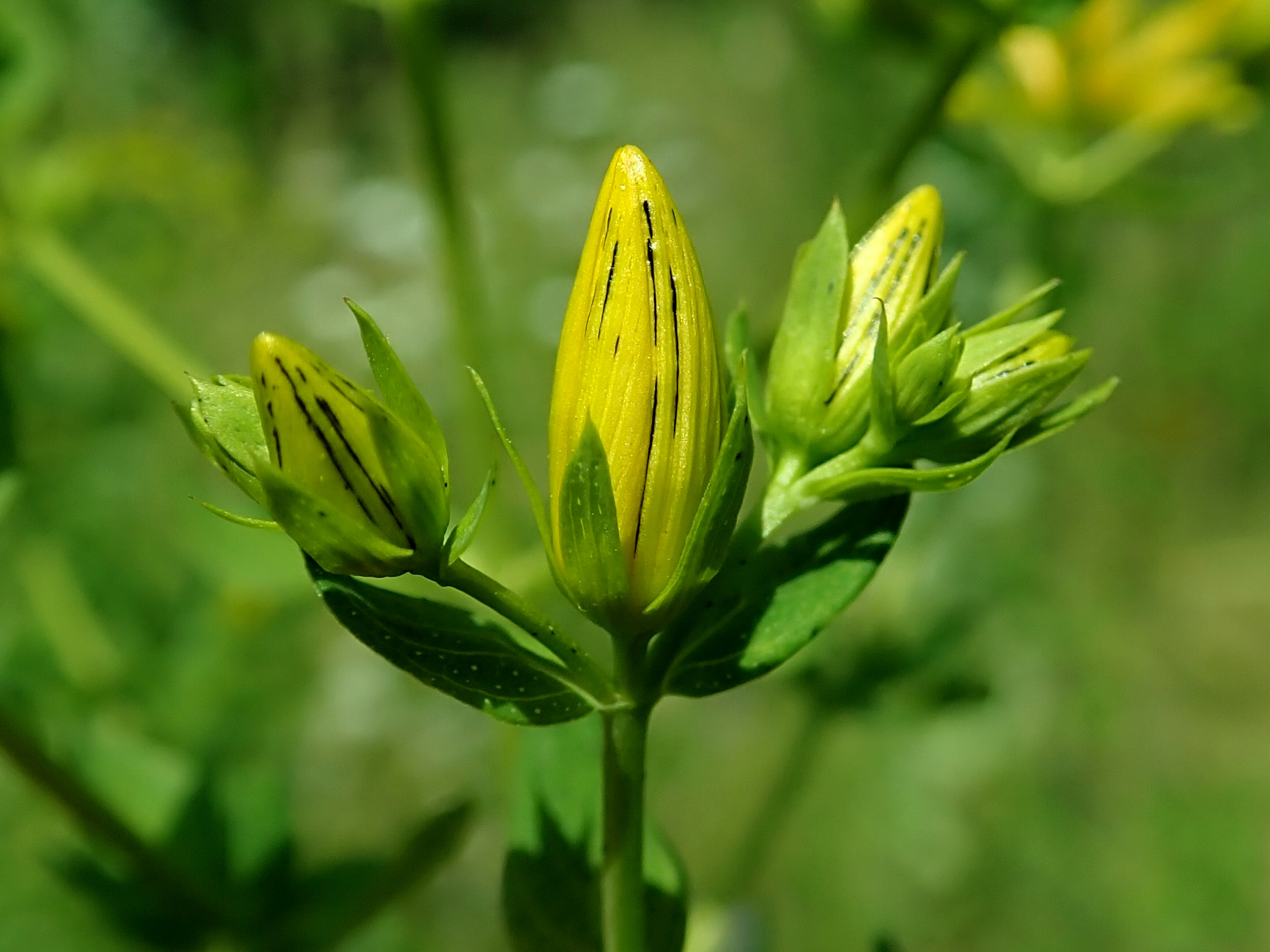
Pąki kwiatowe
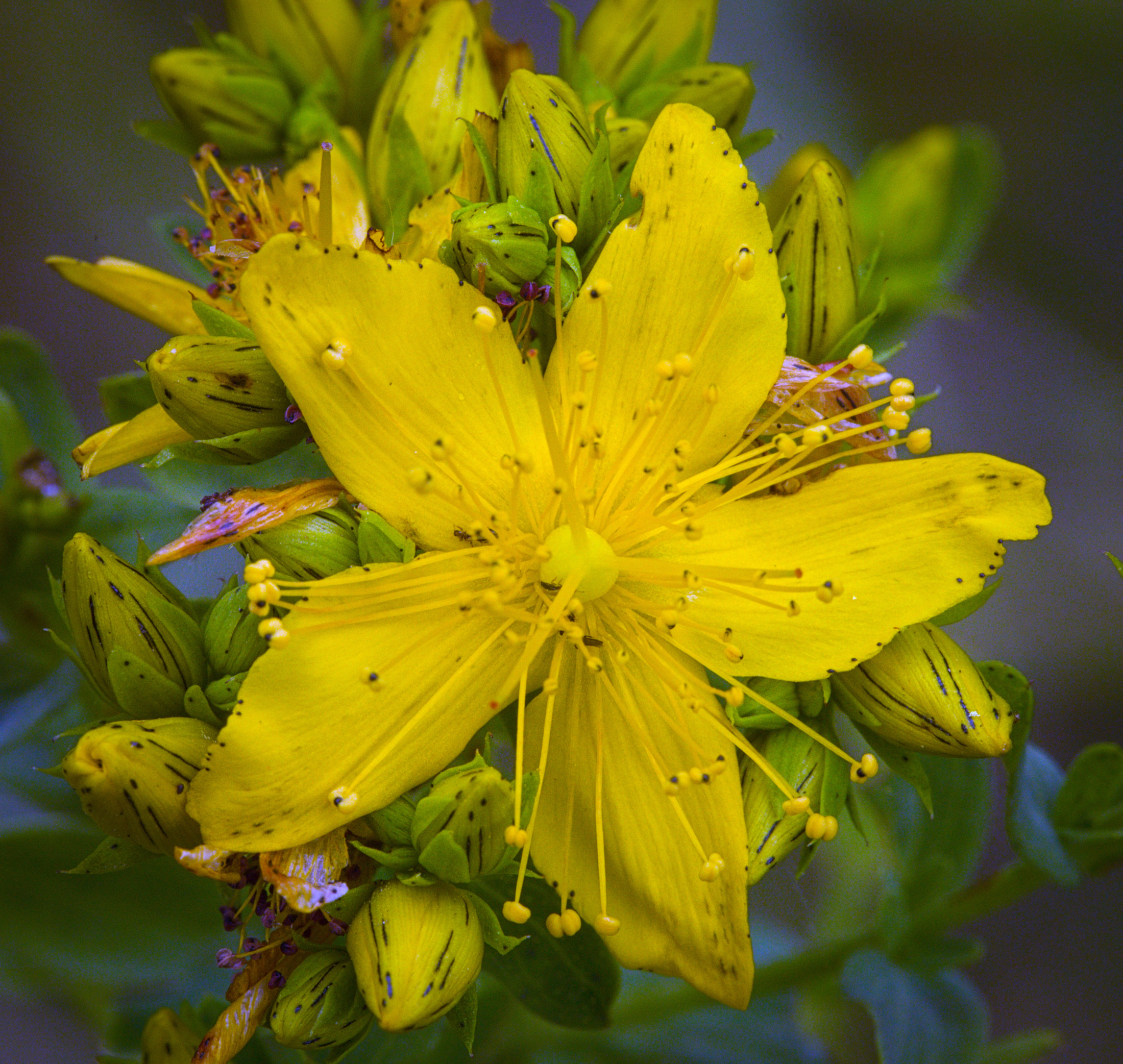
Kwiat
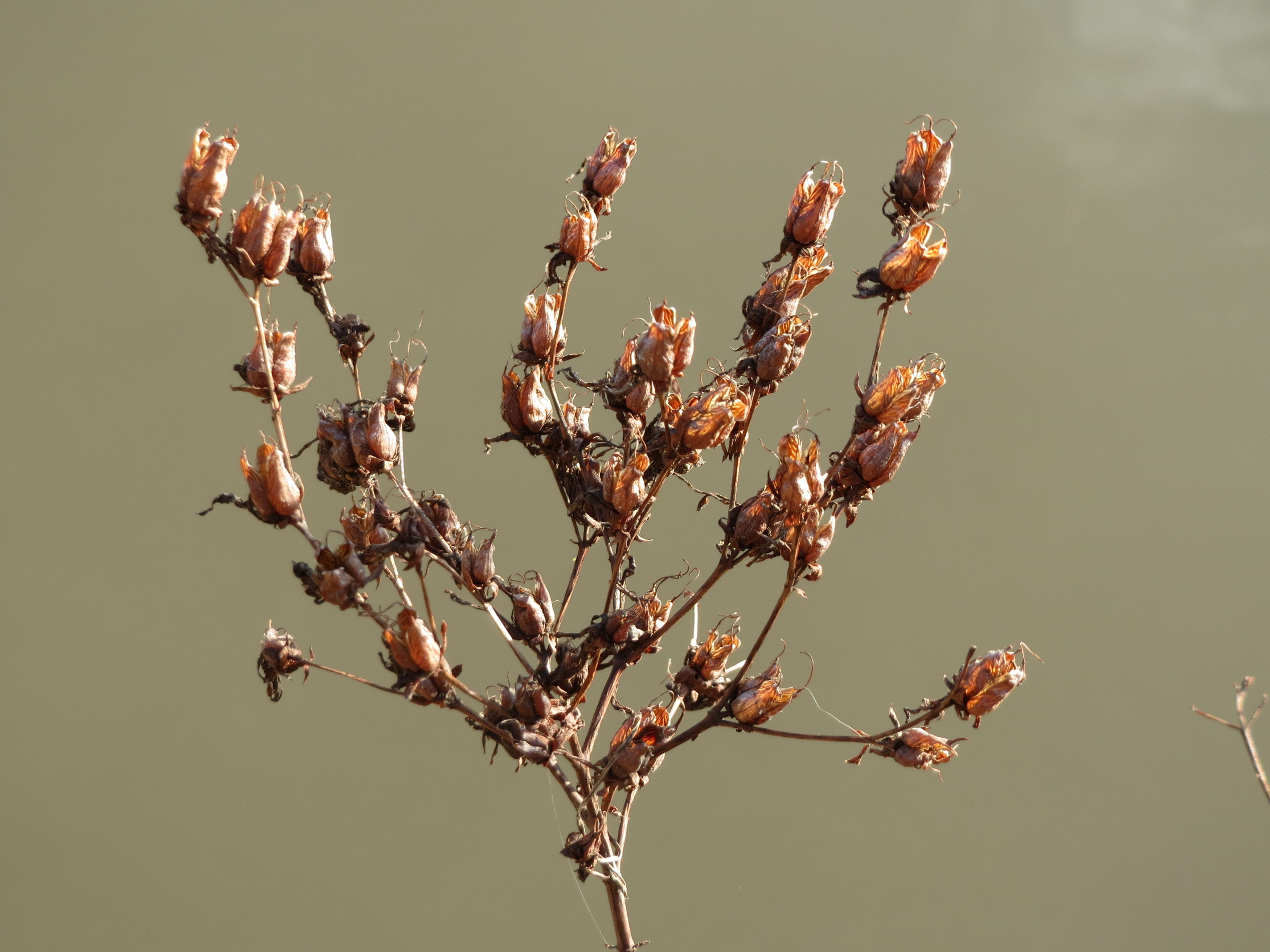
Owoce

## Biologia i ekologia
Bylina, hemikryptofit. Siedlisko: ciepłolubne dąbrowy, trawiaste zarośla, ciepłolubne murawy, także ubogie, miedze. Kwitnie od czerwca do sierpnia, wytwarza dużo pyłku, z którego korzystają owady odwiedzające kwiaty.

## Zmienność
Tworzy mieszańce z dziurawcem czterobocznym i dz. skrzydełkowatym.

## Nazewnictwo
W starożytnej Grecji stawiano w domach gałązki dziurawca nad obrazkami, czy posążkami, aby odpędzić złe duchy, wierząc w mistyczną siłę tej rośliny, co przypuszczalnie dało początek nazwie łac. hypericum od gr. hyper – „nad”, eikon – „ikona”. Nazwa „dziurawiec” jak i drugi człon nazwy łac. perforatum – dosłownie „dziurawy” – pochodzą od charakterystycznego wyglądu liści. 
Z kolei nazwę zwyczajową – ziele świętojańskie czy też ziele Świętego Jana, ang. St John's wort – dziurawiec zyskał z powodu kwitnienia w dniu Świętego Jana, tj. 24 czerwca. Wymieniany też pod nazwami: dziurawiec pospolity, ruta polna, krzyżowe ziele, arlika, przestrzelon, dzwonki Panny Marii. Ze względu na swoje właściwości uczulające dziurawiec zwyczajny jest w Rosji nazywany: zwieroboj, co dosłownie oznacza zwierzobójca.

## Znaczenie użytkowe

### Roślina lecznicza

Wzór strukturalny cząsteczki hiperycyny – jednej z wielu biologicznie czynnych substancji zawartych w zielu dziurawca.

Dziurawiec jest jedną z najlepiej poznanych roślin leczniczych i często znajduje zastosowanie w ziołolecznictwie.

#### Substancje aktywne
Surowiec zielarski pochodzący z dziurawca zwyczajnego tj. zebrane i ususzone jego kwiatostany określa się mianem ziela dziurawca (łac. Hyperici herba). Zawiera ono czerwony barwnik hiperycynę, pseudohiperycynę, hiperforynę, flawonoidy (rutyna, kwercetyna), hiperozyd, bakteriobójcze garbniki, witaminy A i C oraz olejek eteryczny.

#### Wskazania i mechanizmy działania
Suchy wyciąg z dziurawca uzyskany poprzez ekstrakcję alkoholem może zmniejszać objawy łagodnej lub umiarkowanej depresji. Mechanizm działania jest trudny do określenia ze względu na różnorodność substancji zawartych w dziurawcu. Żadna z substancji zawartych w dziurawcu zastosowana z osobna w dawkach odpowiadających leczeniu dziurawcem nie posiada działania wystarczająco silnego do uzyskania efektu przeciwdepresyjnego. Przyjmuje się, że dopiero współdziałanie ze sobą owych aktywnych biologicznie substancji zawartych w dziurawcu pozwala na uzyskanie efektu przeciwdepresyjnego. Obecnie największe znaczenie dla działania przeciwdepresyjnego przypisuje się hiperforynie, a w mniejszym stopniu hiperycynie i flawonoidom. Przypuszcza się, że główne mechanizmy pośredniczące w tym działaniu to hamowanie zwrotnego wychwytu serotoniny, noradrenaliny i dopaminy oraz słabe hamowanie enzymu monoaminooksydazy odpowiadającej za rozkład serotoniny, noradrenaliny i dopaminy (neurotransmiterów w mózgu). Poza tym wykazano powinowactwo substancji zawartych w dziurawcu m.in. do receptorów adenozynowych, GABA i glutaminianowych. Wykazano także, że składniki dziurawca na modelach zwierzęcych powodują desensytyzację receptorów beta-adrenergicznych i sensytyzację receptorów serotoninowych 5-HT2. Dziurawiec wpływa także na ekspresję genów zaangażowanych w regulację osi podwzgórzowo-przysadkowo-nadnerczowej. Efektom przeciwdepresyjnym dziurawca może towarzyszyć działanie przeciwlękowe i zmniejszenie bezsenności. Co więcej, według części badaczy, dziurawiec w części przypadków może być lepiej tolerowany od leków przeciwdepresyjnych.

#### Skuteczność w leczeniu depresji
W przeglądzie metaanalizy z 2015 r. stwierdzono, że ma on lepszą skuteczność niż placebo w leczeniu depresji, jest tak samo skuteczny jak standardowe leki przeciwdepresyjne w leczeniu depresji i ma mniej działań niepożądanych niż inne leki przeciwdepresyjne. W Niemczech ziele dziurawca zwyczajnego może być przepisywane na łagodną lub umiarkowaną depresję, szczególnie u dzieci i młodzieży. W przeglądzie Cochrane z 2008 roku obejmującym 29 badań klinicznych stwierdzono, że jest lepszy od placebo u pacjentów z ciężką depresją i jest równie skuteczny jak standardowe leki przeciwdepresyjne, a także ma mniej skutków ubocznych. W przeglądzie z 2016 r. stwierdzono, że stosowanie dziurawca zwyczajnego w łagodnej i umiarkowanej depresji było lepsze niż placebo w łagodzeniu objawów depresji i porównywalne z lekami przeciwdepresyjnymi. Metaanaliza z 2017 r. wykazała, że ziele dziurawca ma porównywalną skuteczność i bezpieczeństwo do SSRI w przypadku łagodnej do umiarkowanej depresji, znacząco niższy wskaźnik odstawienia oraz potwierdza jego istotną skuteczność kliniczną w łagodzeniu objawów depresji.

#### Działania niepożądane i przeciwwskazania
Podczas stosowania dziurawca należy unikać światła słonecznego, gdyż zawarta w nim hiperycyna może spowodować reakcje fototoksyczne, zwłaszcza w przypadku przedawkowania. Przeciwwskazane jest stosowania dziurawca w depresji o wysokim nasileniu ze względu na brak wystarczających dowodów na jego skuteczność w takich przypadkach oraz jego niższą skuteczność w tych przypadkach niż leków przeciwdepresyjnych.

#### Interakcje
Podczas stosowania dziurawca często dochodzi do, niekiedy groźnych, interakcji z innymi zażywanymi lekami. W związku z tym, zawsze przed zastosowaniem ziela dziurawca (lub zawierających go preparatów) należy skonsultować się z lekarzem lub farmaceutą. Spożywanie preparatów z dziurawca może osłabiać działanie hormonalnych środków antykoncepcyjnych. Nasila działanie przeciwzakrzepowe antagonistów witaminy K (acenokumarol, warfaryna). Nie należy przyjmować z innymi lekami przeciwdepresyjnymi (MAOI, SSRI) oraz z dekstrometorfanem, podczas suplementacji tryptofanem i 5-HTP, z uwagi na kazuistyczne doniesienia wskazujące, iż dziurawiec może spowodować potencjalnie śmiertelny zespół serotoninowy. Ponadto stosowany łącznie z teofiliną, digoksyną lub lekami antyretrowirusowymi obniża ich poziom w organizmie, a co za tym idzie obniża ich skuteczność i może być przyczyną komplikacji. Część interakcji dziurawca wynika z indukcji wątrobowego cytochromowego izoenzymu CYP3A4, co może przyśpieszać eliminację z organizmu wielu różnych substancji i leków. Między innymi osłabia działanie cyklosporyny, leku immunosupresyjnego stosowanego przede wszystkim przy przeszczepianiu narządów; interakcja z tym lekiem grozi odrzuceniem przeszczepu. Zaobserwowano, że dziurawiec nie wpływa na aktywność CYP2D6, NAT2 i XO.

#### Wpływ na zwierzęta
W rolnictwie, masowo występując na łąkach obniża jakość siana. Czerwony barwnik zawarty w kwiatach barwi mleko krów żywiących się takim sianem. Także negatywnie wpływa na zwierzęta o jasnej skórze, wywołując uczulenie na światło. Zwierzęta karmione paszą z dużą ilością dziurawca mogą cierpieć na stany zapalne skóry spowodowane przedawkowaniem hiperycyny.

## Uprawa
Roślina bywa uprawiana w celach leczniczych i ozdobnych. Rośnie najlepiej na ciepłych i nasłonecznionych stanowiskach. Preferuje gleby żyzne i przepuszczalne z domieszką piasku, ale toleruje różne, ważne by nie były nazbyt zlewne, podmokłe oraz jałowe. Przed zimą część nadziemna całkowicie obumiera. W warunkach środkowoeuropejskich roślina całkowicie mrozoodporna (strefa mrozoodporności 5).